# Alfred Allen (homme politique)
Pour les articles homonymes, voir Alfred Allen et Allen.
Alfred Ernest Allen, né le 20 mai 1912 à Onehunga et mort en mars 1987,, est un homme politique néo-zélandais.

## Biographie
Effectuant son enseignement secondaire dans la Auckland Grammar School, il y « excelle au tennis et au rugby », et est invité à s'entraîner pour l'équipe des All Blacks, sans y être finalement retenu. Durant la Seconde Guerre mondiale, il est soldat, avec le grade de sergent, dans le 24e bataillon (en) de la 6e brigade de la 2e division d'infanterie de l'armée de terre néo-zélandaise, et prend part aux combats en Grèce et dans le Sahara égyptien de 1940 à 1942,. Son service militaire prenant fin pour des raisons de santé, il retourne en Nouvelle-Zélande et s'établit comme agriculteur à Port Albert.
Candidat malheureux pour le Parti travailliste démocrate (en) (gauche radicale) de John A. Lee aux élections législatives de 1943 dans la circonscription de Hamilton, où il n'obtient que 5,6 % des voix, il est finalement élu à la Chambre des représentants de Nouvelle-Zélande en 1957 comme député de Franklin (circonscription couvrant des villes de la banlieue sud d'Auckland), avec l'étiquette du Parti national (conservateur).
Réélu aux quatre élections qui suivent, il est unanimement élu président de la Chambre des représentants en juin 1972, vers la fin de la législature 1969-1972. Ne se représentant pas aux élections législatives de novembre 1972, il n'exerce cette présidence que brièvement. Fait compagnon de l'ordre de Saint-Michel et Saint-Georges en 1973, il meurt quatorze ans plus tard.